# Lhamo Laco
Lhamo Laco, Lhamo Latso (tyb.: ལྷ་མོའི་བླ་མཚོ།, Wylie: Lha mo bla mtsho; chiń. 拉姆拉错, Lāmǔ Lācuò) – niewielkie owalne jezioro w Tybecie, położone ok. 150 km na południe od Lhasy, uważane przez Tybetańczyków za święte. Nazywane „jeziorem wyroczni”, siedzibą bogini Palden Lhamo, patronki Tybetu, bywa odwiedzane m.in. przez wysokich rangą lamów poszukujących inspiracji w poszukiwaniu inkarnacji przyszłego Dalajlamy. Jezioro stanowi także ważne centrum pielgrzymek.